# Lelaps ferrierei
Lelaps ferrierei är en stekelart som beskrevs av Karl-Johan Hedqvist 1964. Lelaps ferrierei ingår i släktet Lelaps och familjen puppglanssteklar. Inga underarter finns listade i Catalogue of Life.